# Festival de la Cançó de San Remo 2022
El 72é Festival de la cançó de Sanremo 2022 es va dur a terme al Teatre Ariston de la ciutat de Sanremo, entre l'1 i el 5 de febrer de 2022.
Al Festival i participen vint-i-cinc artistes. Vint-i-dos artistes són seleccionats pel grup RAI i es donaren a conèixer el 4 de desembre de 2021.
El setembre de 2021 es va anunciar que el Festival tornaria a un format similar al de l'edició de 2019. De fet, la categoria Nuove Proposte es va tornar a abandonar, amb l'espectacle de Sanremo Giovani reprenent el seu paper, mentre que la secció Campioni es va convertir en l'única competició del Main. Festival.

## Presentadors
L'agost de 2021, la RAI va confirmar oficialment Amadeus com a presentador de la 72a edició del Festival de la cançó de Sanremo. Juntament amb Amadeus, cinc copresentadores es van alternar durant les cinc vetllades: Ornella Muti, Lorena Cesarini, Drusilla Foer, Maria Chiara Giannetta i Sabrina Ferilli.
A més d'aquests, Orietta Berti i Fabio Rovazzi van acollir parts de l'espectacle (per motius de patrocini) des del creuer Costa Toscana davant de la costa de Sanremo.